# Trafford Leigh-Mallory
Trafford Leigh-Mallory (Mobberley, 1892. július 11. – Francia-Alpok, 1944. november 14.) brit katonatiszt, repülőtábornagy (Air Chief Marshal).

## Élete
1943 végén Leigh-Malloryt nevezték ki, hogy ő vezesse a szövetséges expedíciós légierőt a normandiai partraszállás alatt. Dwight D. Eisenhowerrel ellentétben elég sok ellenséget szerzett magának, gyakran összeveszett az amerikaiakkal, s többször is habozónak vagy pesszimistának tűnt. 
1944-ben halt meg, mikor a repülőgépe, útban Burma felé, a Francia-Alpokban hegynek ütközött, és lezuhant. A hivatalos vizsgálat szerint a balesetet a rossz időjárás okozta.
- Trafford Leigh-Mallory